# Wouter Rosegaar
Wouter Rosegaar (Zeeland, 27 mei 1983) is een Nederlandse rallynavigator. De Brabander is voornamelijk bekend van zijn deelnames aan Le Dakar. In 2015 werd hij uiteindelijk vierde in het eindklassement, naast de Nederlander Erik van Loon met een Mini, nooit eerder was een Nederlandse equipe zo succesvol in het autoklassement. In 2010 werd Rosegaar onderscheiden met de Henri Magne Trophy.

## Resultaten Dakar als navigator[4]
| Editie | Resultaat   | Rijder               | Voertuig                   |
| ------ | ----------- | -------------------- | -------------------------- |
| 2006   | 16e         | Tonnie van Deijne    | Mitsubishi Pajero          |
| 2007   | 34e         | Tonnie van Deijne    | Mitsubishi L200            |
| 2009   | 27e         | Tonnie van Deijne    | Mitsubishi L200            |
| 2010   | 15e         | Tonnie van Deijne    | Mitsubishi MPR13           |
| 2011   | 18e         | Peter van den Bosch  | DAF CF 4x4                 |
| 2012   | 20e         | Peter van den Bosch  | DAF CF 4x4                 |
| 2013   | 10e         | Peter van den Bosch  | DAF CF 4x4                 |
| 2014   | 27e         | Erik van Loon        | HRX Ford                   |
| 2015   | 4e          | Erik van Loon        | MINI ALL4 Racing           |
| 2016   | 13e         | Erik van Loon        | MINI ALL4 Racing           |
| 2017   | 14e         | Erik van Loon        | Toyota Hilux Overdrive     |
| 2018   | Uitgevallen | Martin van den Brink | Renault CBH 385            |
| 2019   | Uitgevallen | Harry Hunt           | Peugeot 3008DKR Maxi       |
| 2021   | 18e / T3    | Kris Meeke           | PH-Sport / Zephyr          |
| 2022   | 2e / T3     | Sebastian Eriksson   | EKS / South-Racing / CanAm |